# Alexandra Lavizzari
Alexandra Lavizzari (* 11. August 1953 in Basel) ist eine Schweizer Schriftstellerin und Literaturkritikerin.

## Leben
Alexandra Lavizzari studierte Ethnologie und Islamwissenschaft. Als Gattin eines Diplomaten lebte sie von 1980 bis 2008 in Kathmandu, Islamabad, Bangkok und Rom, seit 2008 in England. Sie veröffentlichte Übersetzungen aus dem Persischen. Neben ihrer literarischen Tätigkeit ist Lavizzari Autorin kunstgeschichtlicher und literaturkritischer Werke.
Alexandra Lavizzari ist verheiratet und hat drei Kinder. Seit 2008 lebt sie mit ihrem zweiten Lebenspartner im englischen Somerset.

## Werke
- Ein Sommer. Zytglogge Verlag, Oberhofen am Thunersee 1999, ISBN 3-7296-0587-9.
- Fast eine Liebe: Annemarie Schwarzenbach und Carson McCullers. Edition Ebersbach, Berlin 2008, ISBN 978-3-938740-55-2. Neubearbeitung erschienen im Verlag Ebersbach & Simon, Berlin 2017, ISBN 978-3-86915-139-7.
- Flucht aus dem Irisgarten. Erzählungen. Zytglogge Verlag, Oberhofen am Thunersee 2010, ISBN 978-3-7296-0802-3.
- Glanz und Schatten: Truman Capote und Harper Lee – eine Freundschaft. Edition Ebersbach, Berlin 2009, ISBN 978-3-938740-90-3.
- Gwen John: Rodins kleine Muse. Roman. Zytglogge Verlag, Gümlingen 2001, ISBN 3-7296-0620-4.
- Lulu, Lolita und Alice: das Leben berühmter Kindsmusen. Edition Ebersbach, Berlin 2005, ISBN 3-934703-93-3.
- Die Muse des Bildhauers. Roman. Diana-Verlag, München 2004, ISBN 3-453-87521-4.
- Nach Kenadsa. Roman. Friedmann Verlag, München 2005, ISBN 3-933431-66-2.
- Schattensprung. Lyrik. Friedmann Verlag, München 2004, ISBN 3-933431-43-3.
- Somerset. Roman. Zytglogge, Oberhofen am Thunersee  2013, ISBN 978-3-7296-0861-0.
- Thankas. Rollbilder aus dem Himalaya. Kunst und mystische Bedeutung. Dumont Verlag, Köln 1984, ISBN 3-7701-1408-6.
- Und Harry? Roman. Zytglogge, Basel 2017, ISBN 978-3-7296-0966-2.
- Vesals Vermächtnis. Der letzte Brief des Anatomen. Zytglogge Verlag, Basel 2015, ISBN 978-3-7296-0896-2.
- (als Herausgeberin) Virginia Woolf. Materialien. Suhrkamp Verlag, Frankfurt am Main 1991, ISBN 3-518-38611-5.
- Vita & Virginia. ebersbach & simon, Berlin 2022, ISBN 978-3-86915-259-2.
- Warqa und Gulschah von Ayyuqi. literarische Übersetzung aus dem Persischen. Manesse Verlag, Zürich 1992, ISBN 3-7175-1820-8.
- Wenn ich wüsste wohin. Roman. Zytglogge Verlag, Oberhofen am Thunersee 2007, ISBN 978-3-7296-0733-0.

## Auszeichnungen und Preise
- 1987 Bieler Literaturpreis
- 2001 Erster Preis des Kurzgeschichtenwettbewerbs des AutorInnenverlags, Berlin
- 2001 Anerkennungspreis der Heinz-Weder-Stiftung
- 2002 Literaturpreis der Poetik-Dozentur der Universität Tübingen
- 2007 Feldkircher Lyrikpreis (3. Platz)